# فقمة آكلة السرطان
الفقمة آكلة السرطان هي فقمة حقيقية تقطن سواحل قارة أنتاركتيكا والجزر المحيطة بها. يتراوح حجم هذه الفقمات بين المتوسط والكبير، إذ يبلغ طولها أكثر من مترين، وهي نحيلة نسبياً وباهتة اللون، وغالباً ما تقضي وقتها على الجليد البحري الطّافي الذي يمتدّ موسمياً من الساحل الأنتاركتيكي، وتستغلّه كسطحٍ للاستراحة وبلوغ الطرائد والتجمع في أسراب. الفقمة آكلة السرطان هي أكثر الفقمات عدداً في العالم على الإطلاق، فمع أنّه لا توجد تقديرات دقيقة لأعدادها، إلا أنه يوجد منها ما لا يقلّ عن 7 ملايين فقمة، بل وقد يصل عددها الفعليّ إلى أكثر من 75 مليوناً. ويعود الفضل بهذا الانتشار والأعداد الهائلة لاعتمادها في التغذي على قريدس القطب الجنوبي الغنيّ بالمحيط المتجمّد الجنوبيّ، وقد طوَّرت للتغذي على هذا الحيوان أسناناً فريدة شبيهة بالمنخل لترشيح الماء ولإمساك به نظراً إلى صغره. ويشير الاسم العلمي للفقمة آكلة السرطان بالأساس لهذه السّمة المميزة بها، فكلمة لوبودون تعني بالإغريقية فصِّي الأسنان، وأما كارسنوفاغوس فهي تعني آكل السرطان. الفقمة آكلة السرطان هي من طرائد الفقمة النمرية المعتادة، التي تفتك بالكثير من جراء تلك الأولى.

## التصنيف والتطور

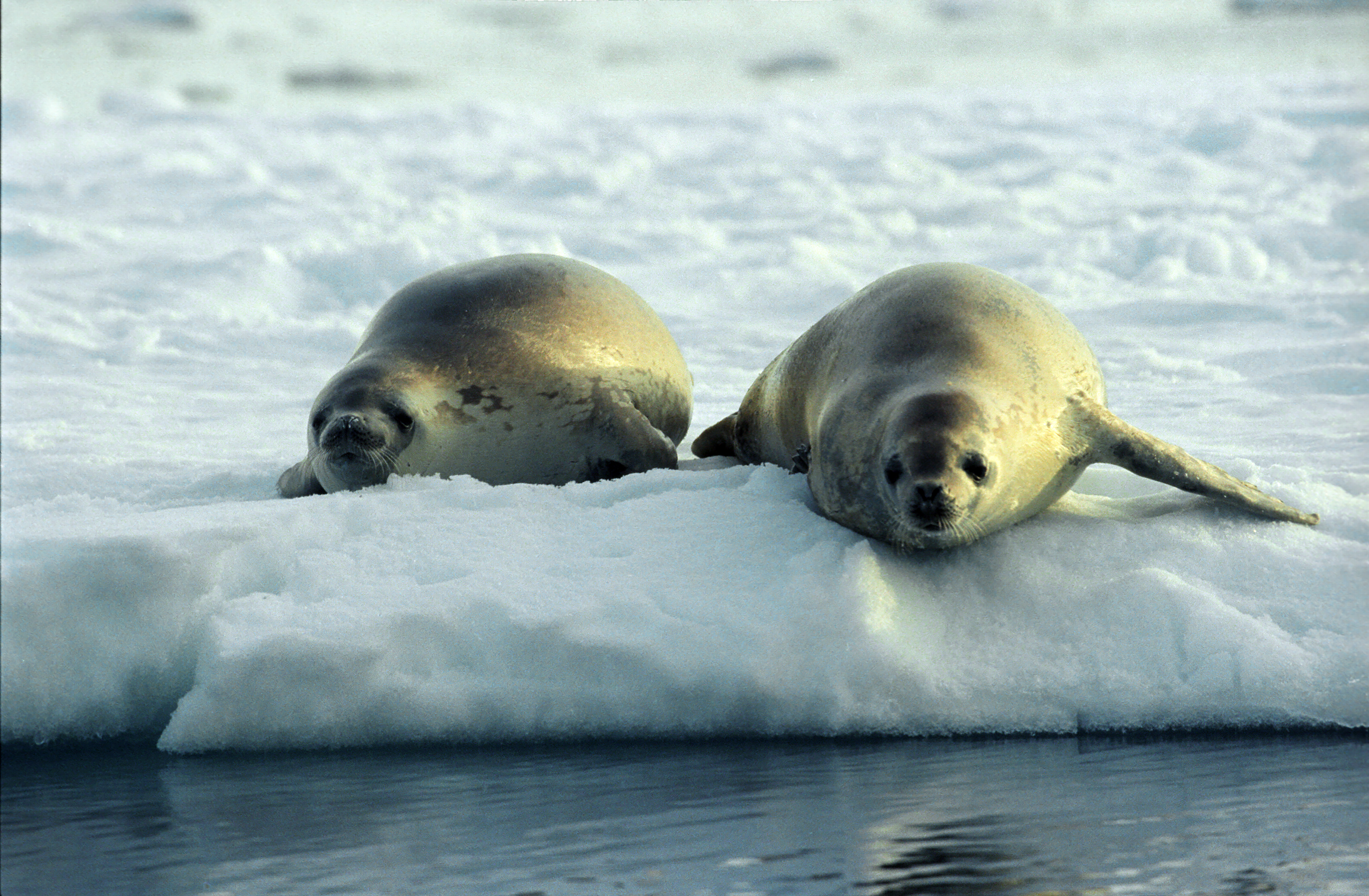
الفقمات آكلة السرطان.

تتشارك الفقمة آكلة السرطان سلفاً مشتركاً حديثاً مع الفقمات الأنتاركتيكية الأخرى، التي تُعرَف معاً بالفقمات فصية الأسنان. من بين هذه الفقمات فقمة روس وفقمة النمر وفقمة ويديل، وهي تنتمي جميعاً إلى قبيلة الفقمات فصية الأسنان، وتتشارك تكيُّفاتٍ بينها الأسنان الفصية المجهَّزة لترشيح الطرائد الصغيرة من الماء. وقد تطوَّرت جميعاً بسرعة منذ عصر البليوسين وبانعزالٍ نسبيٍّ في محيط قارة أنتاركتيكا. لا تشير الدلائل الوراثية إلى وجود أيّ تحت أنواعٍ مستقلّة منن الفقمة آكلة السرطان.

## الانتشار
تنتشر الفقمات آكلة السرطان في حول القطب في محيط قارة أنتاركتيكا، كما تعيش بأعداد محدودةٍ قبالة السواحل الجنوبية لأمريكا الجنوبية وأفريقيا وأستراليا ونيوزيلندا. تقضي هذه الحيوانات كامل السنة بمناطق الجليد البحري، وهي تتحرَّك مع تراجع وتقدم هذه المناطق الموسميَّين، وتظلُّ مع ذلك بشكلٍ أساسيٍّ ضمن منطقة الرف القاري في مياه عمقها أقلُّ من 600 متر. استوطنت الفقمات آكلة السرطان قارة أنتاركتيكا في أواخر فترة الميوسين ومطلع فترة البليوسين في ما قبل 25 إلى 15 مليون سنة خلت، في وقتٍ كانت فيه قارة أدفأ بكثيرٍ ممَّا هي عليه الآن. وهي تعيش في مناطق متقاربة نسبياً.
لا توجد تقديرات حالية لعدد الفقمات آكلة السرطان الكلّي. اعتمدت التَّقديرات الماضية على أدنى فرصة لمشاهدة الحيوان، وكان فيها الكثير من التّخمين، وهي تتراوح من مليونين إلى ما بين 50 إلى 75 فقمة. وأحدث تقدير يحدّد العدد بـ7 ملايين، غير أنه يُعَدّ على الأرجح مبالغاً بالتّحفّظ.